# Cassins vireo
De Cassins vireo (Vireo cassinii) is een zangvogel uit de familie Vireonidae (vireo's). Deze vogel is genoemd naar de Amerikaanse ornitholoog John Cassin.

## Verspreiding en leefgebied
Deze soort komt voor van Canada tot Mexico en telt twee ondersoorten:
- V. c. cassinii: van zuidwestelijk Canada via de westelijke Verenigde Staten tot noordelijk Baja California (noordwestelijk Mexico).
- V. c. lucasanus: zuidelijk Baja California. (cf Cabo San Lucas)

## Status
De grootte van de populatie is in 2019 geschat op 5 miljoen volwassen vogels. Op de Rode lijst van de IUCN heeft deze soort de status niet bedreigd.